# Ovini Bokini
Ovini Bokini (ur. 3 listopada 1944, zm. 15 stycznia 2009) – fidżyjski polityk.
W latach 90. był członkiem parlamentu i ministrem kilku resortów. 21 lipca 2004 stanął na czele Wielkiej Rady Wodzów po tym, jak poprzedni przewodniczący tego gremium (mającego wpływ na wybór głowy państwa) Ratu Epeli Ganilau ustąpił w atmosferze zamieszania politycznego. Ganilau zażądał wcześniej dobrowolnego ustąpienia ze stanowiska sądzonego za zdradę i udział w przewrocie z 2000 wiceprezydenta Ratu Jope Seniloli.
W sierpniu 2004 Seniloli został skazany na 4 lata więzienia, a po uprawomocnieniu się wyroku w listopadzie tegoż roku ustąpił ze stanowiska wiceprezydenta. Wzrosło tym samym znaczenie polityczne Bokiniego. Zgodnie z konstytucją Fidżi w przypadku niemożności wykonywania obowiązków przez prezydenta jego rolę przejmuje wiceprezydent; w 2004 prezydentem Fidżi był 83-letni Josefa Iloilo, od kilku lat cierpiący na chorobę Parkinsona. W sytuacji wakatu na urzędzie wiceprezydenta konstytucjonaliści Fidżi przypisują jego rolę przewodniczącemu Wielkiej Rady Wodzów. Wątpliwości związane z ewentualnym zastępowaniem prezydenta Iloilo rozwiązała w połowie grudnia 2004 nominacja nowego wiceprezydenta Joni Madraiwiwi.
W lipcu 2005 Bokini został wybrany na przewodniczącego Wielkiej Rady Wodzów na kolejną kadencję, ale już w połowie kwietnia następnego roku, w związku z krytycznym stosunkiem do przewrotu wojskowego, odsunął go tymczasowy premier Frank Bainimarama.